# وادي عربة

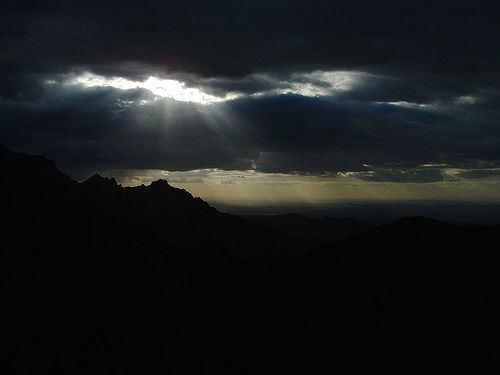
منظر غائم لوادي عربة في الجانب الأردني

وادي عربة (بالعبريّة: הערבה وتعني حرفيًا «المنطقة الموحشة الجافّة») هو وادي يشكل جزءاً من وادي الصدع العظيم الذي يقع بين البحر الميت شمالاً وخليج العقبة جنوباً بين الأردن وفلسطين المحتلة.
وقعت في الوادي اتفاقية وادي عربة بين الأردن وإسرائيل في 26 تشرين الأول/أكتوبر عام 1994م.
إدارياً يتبع قضاء وادي عربة لمحافظة العقبة الأردنية، ويبلغ عدد سكانه 15 ألف نسمة موزعين على عدة قرى صغيرة أهمها الريشة (مركز القضاء) والقريقرة وبئر مذكور.

## الموقع
يقع وادي عربة في جنوبيّ الأردن وشماليّ مدينة العقبة تحديدًا، وهو امتداد للأخدود الكبير الّذي يمتدّ من تركيّا شمالًا وحتّى كينيا جنوبًا. إضافة إلى وادي عربة، يضمّ الأخدود الكبير وادي الأردن والبحر الميّت والبحر الأحمر. تبلغ مساحة الأخدود الكبير نحو 2400 كم مربّع ممتدّة بين خليج العقبة في الجنوب وغور فيفا في الشمال. يشكّل وادي عربة 2.4٪ من مساحة أراضي الأردن. المناخ الصحراويّ يطغى على معظم المناطق المحيطة بطريق عمّان المؤدّي إلى البحر الميّت والّتي تُشمل في وادي عربة، وهذه المناطق هي: قطر، ورحمة، والريشة، وأبو خشيبة، وبئر مذكور، والقريقرة، وفينان.

## المناخ
يُعتبر وادي عربة منطقةً جافّة ويبلغ معدّل درجات حرارته العامّ نحو 24 درجة مئويّة، وتصل درجات حرارته في الصيف 45 درجة مئوية ولا تنخفض عن الصفر في الشتاء. هذا المناخ يُعتبر صحراويًا مائلًا إلى الجفاف، وتنخفض معدّلات هطول الأمطار في فصل الشتاء والّتي تبلغ 50-300 ملم/السنة، حيث تتوزّع إلى مناطق 80٪ منها لا تزيد أمطارها عن 80 ملم/سنة. تبلغ نسبة الرطوبة 30٪ في شهريّ يوليو وأغسطس و 60٪ في شهر يناير بمعدّل سنويّ هو 50٪ ويعادل معدّل بخر سنويّ 3500 ملم.

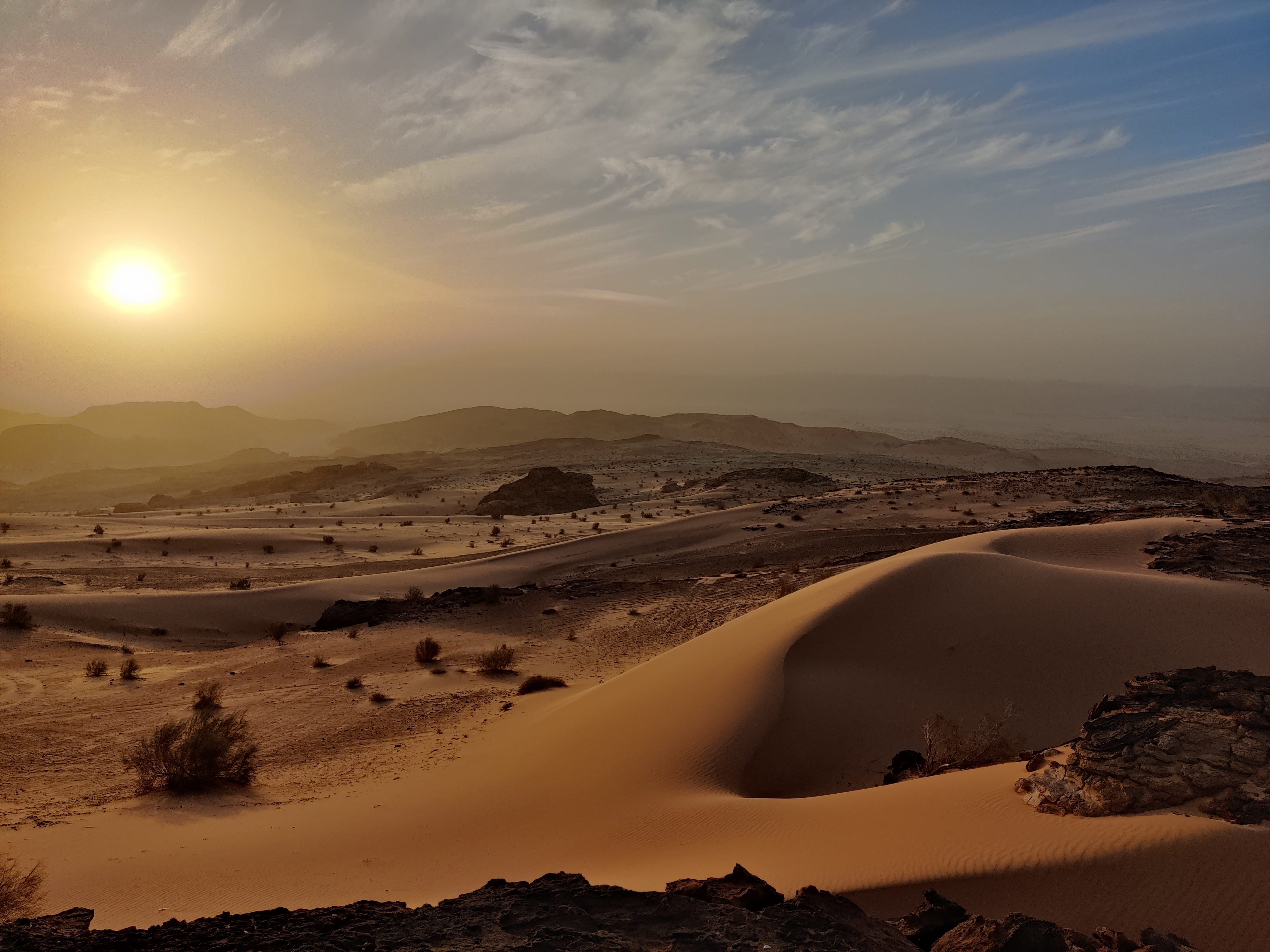
غروب الشمس في وادي عربة

## الجيولوجيا
يُعتبر وادي عربة ضمن حفرة الانهدام الأردنيّة الممتدّة من نهر اليرموك شمالًا وإلى العقبة جنوبًا بطول 370 كم، وهو جزء من نطاق الانهدام الصخريّ الّذي كوّن وادي الأردن ويمتدّ إلى منطقة وادي البقاع في سوريا ولبنان.
تتميّز جيولوجيا وادي عربة بسطح رمليّ وحصويّ مع فتات الصخور، وتغطّيه صخور الجرانيت على امتداد الوادي وخاصّةً في المناطق الشرقيّة حيث تتفاوت السماكة لهذه الصخور في المناطق المختلفة.
صخور وادي عربة تنقسم إلى: صخور ما قبل الكمبري، صخور الكمبري، الصخور الكريتاسيّة وصخور البلاستوتين.

## الموارد الطبيعيّة

### الموادر المائيّة
تعتمد منطقة وادي عربة على مصدرين رئيسيين للمياه: المياه السطحيّة والمياه الجوفيّة.

### الثروات المعدنيّة
تحتوي منطقة وادي عربة على خامات معدنيّة متنوّعة منها النحاس والمنجنيز والجبس والرمل الزجاجيّ وكونجلوميراث السرموج والجرانيت والذهب.

## ديموغرافيا
في الجانب الأردني تقطع المنطقة قبيلة السعديين والإحيوات، وعشيرة العماريين، وعشيرة الرشايدة، وقبيلة العزازمة، وعشائر أخرى أصغر حجمًا. يُقدّر عدد السكّان في الجانب الأردني بـ103,000 نسمة، منهم 96,000 في العقبة، ويتوزّع البقيّة في تجمّعات هي: قريقرة وفينان والريشة ورحمة وبئر المذكور وغرندل وقطر والغويبة.
أمًا في الجزء الإسرائيليّ فيقيم 52,000 شخص منهم 47,000 في إيلات (وهي أم الرشراش المحتلّة) وأكثر من خمسة آلاف في 20 بلدة صغيرة شماليّ إيلات، معظمهم من الصهاينة.

## التقسيمات الإداريّة
ينقسم وادي عربة ضمن معاهدة "وادي عربة" للسلام بين الأردن وإسرائيل إلى جزء أردنيّ وجزء إسرائيليّ:

### الجزء الأردنيّ
يتبع قضاء وادي عربة إداريًا في القسم الأردنيّ إلى محافظة العقبة، وينقسم إلى:
- بلديّة وادي عربة وفيها الريشة، وبير المذكور، وغرندل، وأبو خشيبة.
- بلدية قريقرة وفينان وفيها قريقرة وفينان
- قطر ورحمة والّتي تتبع تنظيميًا إلى سلطة منطقة العقبة الاقتصاديّة الخالصة

### الجزء الإسرائيليّ
وفيه تقع المستعمرات: إيلات و«عين تمار» و«نيئوت هاكيكار» و«عير أوفوت» و«عيدان» و«عين هاتسيفا»، و«عين ياهاف» و«سابير» و«تسوفار» و«تسوكيم» و«باران» و«ياهيل» و«نيون سمادار» و«نيفي حريف» و«لوتان» و«كيتورا» و«جروفيت».